# Barbara Williams
Barbara Williams (* 1953 bei Vancouver Island, British Columbia) ist eine kanadische Schauspielerin, Sängerin und Drehbuchautorin.

## Leben
Barbara Williams wurde auf einem Schlepper geboren, der sich auf dem Weg nach Esperanza, einer abgelegenen Missionsstation im Nordwesten von Vancouver Island, befand. Ihre Eltern lebten zu jener Zeit im nahegelegenen Zeballos. Ihr Vater Jack war US-Amerikaner, ihre Mutter Simone Französin.
Ihr Vater starb, während Barbara ihre bisher einzige CD Forgiving Ocean aufnahm, die ihm gewidmet ist.
Ihren ersten Fernsehauftritt hatte sie in dem 1978 produzierten Fernsehfilm All's Well That Ends Well. Ihr erster in Deutschland auf Video erschienener Film, in dem sie eine Nebenrolle hatte, war der 1981 produzierte Streifen Höllenhunde des Highways (Original: Firebird 2015 AD).
Außer in einer Reihe von Spiel- und Fernsehfilmen (siehe nachstehende Filmauswahl) wirkte sie auch in einigen Fernsehserien  mit; so unter anderem in Der Equalizer (Folge: The Making of a Martyr, 1989), Raumschiff Enterprise: Das nächste Jahrhundert (Folge: Indiskretionen, 1993), CSI: Den Tätern auf der Spur (Folge: Ein schmutziges Spiel, 2002) und Bones – Die Knochenjägerin (Folge: Ein Verräter im Feuer, 2006). Zuletzt wirkte sie in drei Folgen der dritten Staffel der kanadischen Polizeiserie Rookie Blue mit (Messy Houses, Coming Home, I Never, alle 2012).
Barbara Williams ist verwitwet, sie war mit dem sozialpolitischen Aktivisten Tom Hayden verheiratet, mit dem sie gemeinsam in Los Angeles lebte.

## Filmografie (Auswahl)
- 1978: All’s Well That Ends Well (Fernsehfilm)
- 1979: Der Vagabund - Die Abenteuer eines Schäferhundes (The Littlest Hobo)
- 1980: For the Record (Fernsehserie)
- 1981: Höllenhunde des Highways (Firebird 2015 AD)
- 1982: Shocktrauma
- 1983: Ein zweiter Versuch (Tell Me That You Love Me)
- 1984: Nachts werden Träume wahr (Thief of Hearts)
- 1985: Alfred Hitchcock zeigt (Alfred Hitchcock Presents, Fernsehserie, 1 Episode)
- 1986: Jo Jo Dancer – Dein Leben ruft (Jo Jo Dancer, Your Life is Calling)
- 1986–1987: Stingray (Fernsehserie, 2 Episoden)
- 1987: Forever Evil
- 1988: Dirty Tiger (Tiger Warsaw)
- 1988: Watchers – Gnadenlos gejagt (Watchers)
- 1989: Der Equalizer (Fernsehserie, 1 Episode)
- 1989: Die Waffen des Gesetzes (Street Legal, Fernsehserie, 1 Episode)
- 1989: Peter Gunn, Privatdetektiv (Peter Gunn, Fernsehfilm)
- 1990: The Man Inside – Tödliche Nachrichten (The Man Inside)
- 1990: Ein Fall für Mac (Against the Law, Fernsehserie, 1 Episode)
- 1990: Neon Rider (Fernsehserie, 1 Episode)
- 1991: Stadt der Hoffnung (City of Hope)
- 1991: Tropical Heat (Sweating Bullets, Fernsehserie, 1 Episode)
- 1991: The Hidden Room (Fernsehserie, 1 Episode)
- 1992: Schwarzer Tod (Quiet Killer, Fernsehfilm)
- 1992: Der Duft des Todes (Indecency, Fernsehfilm)
- 1992: Oh, What a Night
- 1993: Wie ein Vogel im Wind (Digger)
- 1993: Country Estates (Fernsehfilm)
- 1993: Spenser – Combat Zone (Fernsehfilm)
- 1993: Raumschiff Enterprise – Das nächste Jahrhundert (Star Trek: The Next Generation, Fernsehserie, 1 Episode)
- 1994: Spenser – Das Drogenkartell (Spenser: Pale Kings and Princes, Fernsehfilm)
- 1994: Picket Fences – Tatort Gartenzaun (Picket Fences, Fernsehserie, 1 Episode)
- 1995: In den Fängen der Entführer (Kidnapped: In the Line of Duty, Fernsehfilm)
- 1995: Eiskalte Wut (Family of Cops, Fernsehfilm)
- 1995: Outer Limits – Die unbekannte Dimension (The Outer Limits, Fernsehserie, 1 Episode)
- 1995: Family of Cops – Eiskalte Wut (Family of Cops, Fernsehfilm)
- 1996: Mother Trucker: The Diana Kilmury Story (Fernsehfilm)
- 1997: Family of Cops 2 – Der Beichtstuhlmörder (Breach of Faith: A Family of Cops II, Fernsehfilm)
- 1997: Die Abbotts – Wenn Haß die Liebe tötet (Inventing the Abbotts)
- 1997: Millennium – Fürchte deinen Nächsten wie Dich selbst (Millennium, Fernsehserie, 1 Episode)
- 1997: Joe Torre – Baseball ist sein Leben (Joe Torre: Curveballs Along the Way, Fernsehfilm)
- 1998: Jagabongo – Eine schrecklich nette Urwaldfamilie (Krippendorf’s Tribe)
- 1998: Bone Daddy – Bis auf die Knochen (Bone Daddy)
- 1998: Sins of the City (Fernsehserie, 3 Episoden)
- 1998: They Come at Night
- 1998: Naked City – Justice with a Bullet (Fernsehfilm)
- 1998: Naked City – Ein Fest für einen Killer (Naked City: A Killer Christmas, Fernsehfilm)
- 1999: Zigarren für den Killer (Family of Cops III, Fernsehfilm)
- 2000: Lost Girl (Kurzfilm)
- 2000: Love Come Down
- 2001: Jack the Dog
- 2001: Silicon Follies (Fernsehfilm)
- 2002: The Associates (Fernsehserie, 1 Episode)
- 2002: CSI: Vegas (CSI: Crime Scene Investigation, Fernsehserie, 1 Episode)
- 2002: Perfect Pie
- 2002: Just Cause (Fernsehserie, 1 Episode)
- 2003: Manhood
- 2005: The Inner Circle
- 2005: Little Chenier
- 2006: Bones – Die Knochenjägerin (Bones, Fernsehserie, Episode 2x11)
- 2006: Quarterlife (Fernsehserie, 2 Episoden)
- 2008: Every Second Counts (Fernsehfilm)
- 2009–2010: FlashForward (Fernsehserie, 2 Episoden)
- 2001: Angels Crest
- 2011: Revenge (Fernsehserie, Episode 1x18)
- 2012: Rookie Blue (Fernsehserie, 3 Episoden)
- 2013: American Seagull
- 2013: White House Down
- 2013: I Turned Her to the Left (Kurzfilm)
- 2016: Take the Reins (Kurzfilm)
- 2018: Mayans M.C. (Fernsehserie, 1 Episode)
- 2019: Murder in Law (Fernsehfilm)
- 2019: Another Life (Fernsehserie, 8 Episoden)
- 2020: Pearl
- 2020: Out of Touch (Kurzfilm)